# SMS Moltke (1910)
O SMS Moltke foi um cruzador de batalha operado pela Marinha Imperial Alemã e a primeira embarcação da Classe Moltke, seguido pelo SMS Goeben. Sua construção começou em dezembro de 1908 nos estaleiros da Blohm & Voss e foi lançado ao mar em abril de 1910, sendo comissionado na frota alemã em agosto do ano seguinte. Era armado com uma bateria principal composta por dez canhões de 283 milímetros montados em cinco torres de artilharia duplas, tinha um deslocamento carregado de 25 mil toneladas e alcançava uma velocidade máxima de 25 nós. 
O Moltke teve um início de carreira tranquilo que envolveu exercícios de rotina e viagens diplomáticas internacionais, incluindo uma grande visita aos Estados Unidos em 1912. A Primeira Guerra Mundial começou em 1914 e o navio atuou com a Frota de Alto-Mar, participando da maioria das ações navais alemãs no conflito. Se envolveu em várias incursões contra a litoral britânico nos primeiros dois anos de conflito, bombardeando várias cidades. Também esteve presente na Batalha da Angra da Heligolândia em 1914 e nas Batalhas de Dogger Bank e Golfo de Riga em 1915.
O navio participou em meados de 1916 na Batalha da Jutlândia contra a Grande Frota britânica, danificando alguns navios inimigos mas também sendo atingido várias vezes no processo. O Moltke pouco fez na guerra depois disso, com exceção de dar suporte para a Operação Albion em 1917. A Alemanha foi derrotada em novembro de 1918 e o navio internado na base britânica de Scapa Flow. Permaneceu inativo no local até 21 de junho de 1919, quando foi deliberadamente afundado por sua própria tripulação. Seus destroços foram reflutuados em 1927 e desmontados até 1929.

## Características
A Marinha Imperial Alemã estava no início do século XX em uma corrida armamentista contra a Marinha Real Britânica, com o Escritório Imperial Naval considerando em 1907 planos para um novo cruzador de batalha a ser construído no ano seguinte. Um aumento no orçamento criou a possibilidade de aumentar o tamanho dos canhões principais dos 283 milímetros usados no SMS Von der Tann para 305 milímetros, porém o almirante Alfred von Tirpitz, o Secretário de Estado da Marinha, preferia adicionar duas armas de 283 milímetros a mais. O Escritório de Construção concordou com ele e assim duas embarcações foram autorizadas para 1908 e 1909, que se tornariam a Classe Moltke.
O Moltke tinha 186,6 metros de comprimento de fora a fora, com uma boca de 29,4 metros e um calado máximo de 9,19 metros. Seu deslocamento normal era de 22 979 toneladas, enquanto o deslocamento carregado era de 25,4 mil toneladas. Seu sistema de propulsão tinha 24 caldeiras de tubos d'água Thornycroft a carvão que alimentavam quatro turbinas a vapor Parsons. A potência indicada era de 52 mil cavalos-vapor (38,2 mil quilowatts) para uma velocidade máxima de 25,5 nós (47,2 quilômetros por hora). Sua autonomia era de 4 120 milhas náuticas (7 630 quilômetros) a catorze nós (26 quilômetros por hora). Sua tripulação era formada por 43 oficiais e 1 010 marinheiros.
Seu armamento principal era composto por dez canhões calibre 50 de 283 milímetros montados em cinco torres de artilharia duplas, uma à vante, duas à meia-nau en echelon e duas sobreposta à ré. O armamento secundário tinha doze canhões calibre 45 de 149 milímetros em casamatas na parte central da embarcação. Também era equipado com doze canhões calibre 45 de 88 milímetros em montagens individuais na proa, popa e ao redor da torre de comando de vante para defesa contra barcos torpedeiros. Por fim, tinha quatro tubos de torpedo de 500 milímetros. Sua blindagem era feita de aço cimentado Krupp e seu cinturão principal tinha 280 milímetros na cidadela onde protegia os depósitos de munição e salas de máquinas. Sua espessura diminuía para 76 milímetros nas extremidades. O convés tinha 25 a 76 milímetros, inclinando-se para baixo nas laterais para se conectar com a extremidade inferior do cinturão. As torres de artilharia tinham frentes de 230 milímetros, ficando em cima de barbetas com a mesma espessura.

## História

### Tempos de paz
O Moltke foi encomendado em 17 de setembro de 1908 com o nome provisório de "G" e seu batimento de quilha ocorreu em 23 de janeiro de 1909 nos estaleiros da Blohm & Voss em Hamburgo. Seu lançamento ao mar estava agendado para 22 de março de 1910, mas as obras atrasaram e a cerimônia só foi ocorrer em 7 de abril. Foi batizado por Helmuth von Moltke, o Jovem, em nome de seu tio Helmuth von Moltke, homônimo da embarcação. Uma tripulação de trabalhadores do estaleiro transferiu o navio para Kiel em 11 de setembro de 1911 por meio do Skagerrak. Foi comissionado no dia 30 sob o comando do capitão de mar Ernst von Mann. Em seguida iniciou seus testes marítimos, juntando-se ao I Grupo de Reconhecimento da Frota de Alto-Mar mesmo ainda não tendo formalmente entrado em serviço. Substituiu o cruzador blindado SMS Roon, que tinha sido tirado de serviço em 22 de setembro. A formação realizou um cruzeiro de treinamento pelo Kattegat no início de novembro, mas uma tempestade forçou o Moltke a se refugiar em Uddevalla na Suécia entre 3 e 6 de novembro. Passou os meses seguintes em testes marítimos na Baía de Danzig, sendo declarado apto para o serviço em 1º de abril de 1912.

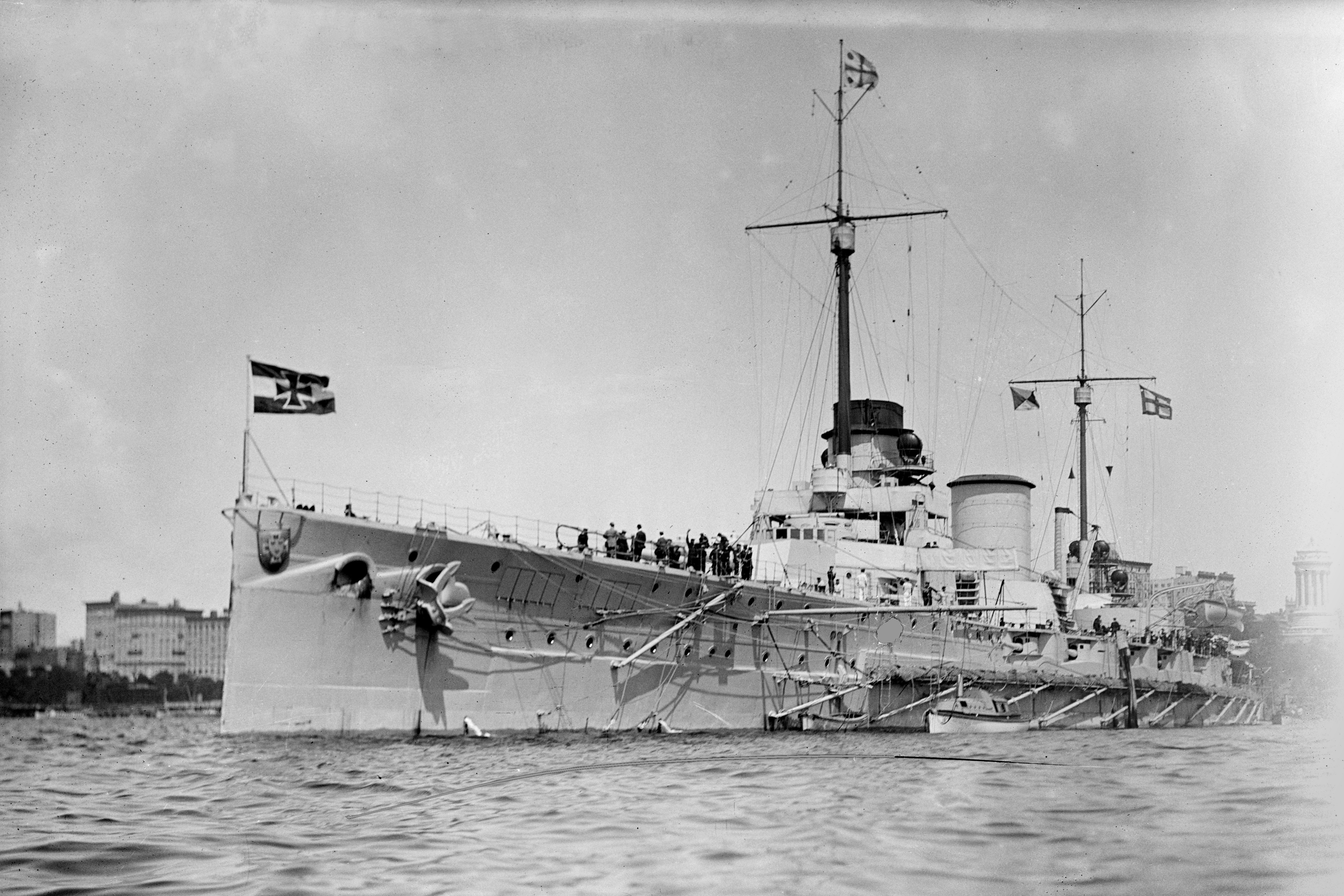
O Moltke em Nova Iorque em 1912

A intenção da Marinha Imperial era que o Moltke se tornasse a capitânia do I Grupo de Reconhecimento ao entrar em serviço, mas em vez disso recebeu ordens para ir aos Estados Unidos. Uma esquadra estadunidense tinha visitado Kiel em 1911 e os alemães queriam reciprocar. O Moltke foi selecionado junto com os cruzadores rápidos SMS Stettin e SMS Bremen. Este estava na América do Sul e assim se encontraria com os outros dois no destino, com os três formando uma divisão temporária comandada pelo contra-almirante Hubert von Rebeur-Paschwitz. O Moltke e Stettin deixaram Kiel em 11 de maio, passaram pelas Ilhas Canárias e chegaram no Cabo Henry em 30 de maio, se encontrando com o Bremen. Os três entraram em Hampton Roads em 3 de junho, sendo recepcionados pelo presidente William Howard Taft a bordo do iate presidencial USS Mayflower. Um contingente da Frota do Atlântico também estava presente. As embarcações navegaram para Nova Iorque em 8 e 9 de junho, com suas tripulações sendo bem recebidas por clubes alemães e pela alta classe social locais. Partiram no dia 13, com o Bremen indo para Baltimore e os outros dois retornando para Kiel. Chegaram em 24 de junho a divisão foi desfeita no dia seguinte. O Moltke foi o único navio capital alemão na história a visitar os Estados Unidos.
O navio escoltou o iate imperial SMY Hohenzollern em julho de 1912 em uma viagem para a Rússia, onde o imperador Guilherme II da Alemanha se encontrou com seu primo o imperador Nicolau II da Rússia. A viagem ocorreu entre os dias 4 e 6 de julho. Ao retornar o capitão de mar Magnus von Levetzow substituiu Mann no comando do Moltke, que iniciou seu período como capitânia do I Grupo de Reconhecimento, então sob o comando do vice-almirante Gustav Bachmann. A unidade na época era formada pelos cruzadores de batalha Moltke e SMS Von der Tann, o cruzador blindado SMS Yorck, os cruzadores rápidos Stettin, SMS Mainz, SMS Kolberg, SMS Cöln, SMS Dresden e SMS Berlin, e o aviso SMS Hela, este então um navio auxiliar. As embarcações participaram das manobras anuais da frota entre agosto e setembro, que finalizou com uma revista naval para o imperador na Angra da Alemanha. O Moltke recebeu em 19 de setembro o Prêmio de Tiro do Imperador para os cruzadores grandes. Visitou Malmö na Suécia no final do ano para participar de exercícios. Em dezembro foi para uma doca seca em Wilhelmshaven para sua manutenção periódica, voltando ao serviço em fevereiro de 1913.
Bachmann transferiu sua capitânia para o Yorck até 19 de fevereiro, quando o Moltke saiu da manutenção. Ao retornar o navio participou de exercícios de treinamento de esquadra e frota no Kattegat e no Mar do Norte de fevereiro a março. Bachmann temporariamente transferiu sua capitânia para o Yorck de 14 de março a 1º de maio. Nesta altura, o cruzador de batalha SMS Goeben e o cruzador rápido SMS Breslau tinham sido enviados para o Mar Mediterrâneo em resposta à Primeira Guerra Balcânica, o Von der Tann estava em manutenção, o Yorck tinha sido descomissionado e o novo cruzador de batalha SMS Seydlitz ainda não tinha entrado em serviço, desta forma o I Grupo de Reconhecimento ficou enfraquecido para as manobras de frota em maio. O cruzador blindado SMS Blücher, na época servindo como navio-escola de artilharia, foi temporariamente designado para o I Grupo de Reconhecimento a fim de compensar as ausências. A unidade navegou com o resto da Frota de Alto-Mar após as manobras de 15 de julho até 10 de agosto, incluindo uma visita para a Noruega. Durante este período o Moltke visitou Lærdalsøyri entre 27 de julho e 3 de agosto. O Seydlitz entrou em serviço depois da unidade voltar para casa. O contra-almirante Franz Hipper substituiu Bachmann em 30 de setembro, porém só foi subir a bordo do Moltke em 15 de outubro porque estava de férias.
Participou em novembro de exercícios de frota no Mar Báltico. O I Grupo de Reconhecimento fez manobras de unidade em fevereiro de 1914 no Mar do Norte e Báltico. A frota se reuniu no final de março para mais exercícios que duraram até o início de maio. Hipper transferiu sua capitânia para o Seydlitz em 23 de junho. Houve considerações sobre enviar o Moltke para o Extremo Oriente a fim de substituir o cruzador blindado SMS Scharnhorst, mas o plano foi abandonado quando ficou aparente que o Goeben precisaria de reformas e ser substituído no Mediterrâneo. Foi programado que o Moltke substituiria seu irmão, mas istofoi interrompido pelo início da Primeira Guerra Mundial.

### Primeira Guerra Mundial

#### Heligolândia e Yarmouth
A Primeira Guerra Mundial começou em julho de 1914 e o Moltke participou em 28 de agosto da Batalha da Angra da Heligolândia. Cruzadores rápidos britânicos atacaram pela manhã barcos torpedeiros alemães que estavam patrulhando a Angra da Heligolândia. Seis cruzadores rápidos alemães responderam ao ataque e infligiram danos sérios nos britânicos. Entretanto, a 1ª Esquadra de Cruzadores de Batalha britânica chegou aproximadamente às 13h37min e rapidamente deixou os alemães em desvantagem.
O I Grupo de Reconhecimento estava em Wilhelmshaven na manhã da batalha. Hipper pediu às 8h50min ao almirante Friedrich von Ingenohl, comandante da Frota de Alto-Mar, permissão para enviar o Moltke e o Von der Tann para o resgate. O navio estava pronto para zarpar às 12h10min, mas a maré baixa impediu que passassem por um banco de areia no estuário do rio Jade. Os dois navios conseguiram sair às 14h10min e Hipper ordenou que os cruzadores rápidos recuassem em direção dos dois cruzadores de batalha, enquanto o próprio estava aproximadamente uma hora atrás no Seydlitz. Os cruzadores rápidos sobreviventes se encontraram com o Moltke e o Von der Tann às 14h25min. O Seydlitz chegou às 15h10min, mas o cruzador rápido SMS Ariadne estava danificado e afundou. Os três cruzadores de batalha avançaram cautelosamente em uma busca infrutífera pelos dois navios que faltavam, o SMS Mainz e SMS Cöln. A flotilha alemã deu a volta às 16h00min e chegaram no estuário do Jade por volta das 20h23min.
O Moltke, Seydlitz, Von der Tann, Blücher e quatro cruzadores rápidos partiram em surtida às 16h30min de 2 de novembro. Eles bombardearam o porto de Great Yarmouth no litoral britânico ao amanhecer do dia seguinte enquanto o cruzador rápido SMS Stralsund criava um campo minado. O submarino britânico HMS D5 respondeu ao ataque, mas bateu em uma das minas e afundou. Hipper pouco depois ordenou que os navios voltassem para casa. Entretanto, enquanto viravam, uma neblina cobriu a Angra da Heligolândia, assim todos receberam ordens de parar até a visibilidade melhorar para que pudessem navegar em segurança pelos campos minados defensivos. O Yorck voltou a se mexer sem permissão e no caminho para Wilhelmshaven cometeu um erro de navegação que o levou para um dos campos minados. Ele bateu em duas minas navais e afundou.

#### Hartlepool
Ingenohl decidiu realizar outro ataque contra o litoral britânico com o objetivo de atrair uma parte da Grande Frota para que pudesse ser isolada e destruída. Os cruzadores de batalha Moltke, Seydlitz, Von der Tann e SMS Derfflinger, o Blücher, os cruzadores rápidos Kolberg, Stralsund, SMS Strassburg e SMS Graudenz, mais duas esquadras de barcos torpedeiros, deixaram o estuário do Jade às 3h20min de 15 de dezembro. Navegaram para o norte no farol do Recife de Horns, ponto em que viraram para o oeste e seguiram rumo a Scarborough. O resto da Frota de Alto-Mar deixou o porto doze horas depois da partida do I Grupo de Reconhecimento para dar cobertura distante. A frota principal tinha catorze couraçados dreadnought, oito pré-dreadnoughts e uma força de escolta de dois cruzadores blindados, sete cruzadores rápidos e 54 barcos torpedeiros.
O cruzador rápido SMS Magdenburg tinha encalhado no Golfo da Finlândia em 26 de agosto, com seus destroços tendo sido tomados pelos russos. Eles encontraram livros de códigos alemães, repassando esses documentos para a Marinha Real Britânica, cuja unidade de criptografia começou a decifrar as transmissões alemãs. Eles interceptaram mensagens em 14 de dezembro relatando o planejado bombardeio de Scarborough. Os detalhes exatos do plano eram desconhecidos e os britânicos presumiram que a Frota de Alto Mar permaneceria no porto, como havia acontecido no bombardeio anterior. A 1ª Esquadra de Cruzadores de Batalha com seus quatro navios, apoiada pela 3ª Esquadra de Cruzadores e a 1º Esquadra de Cruzadores Rápidos, junto com seis dreadnoughts da 2ª Esquadra de Batalha foram enviados para emboscar os alemães.

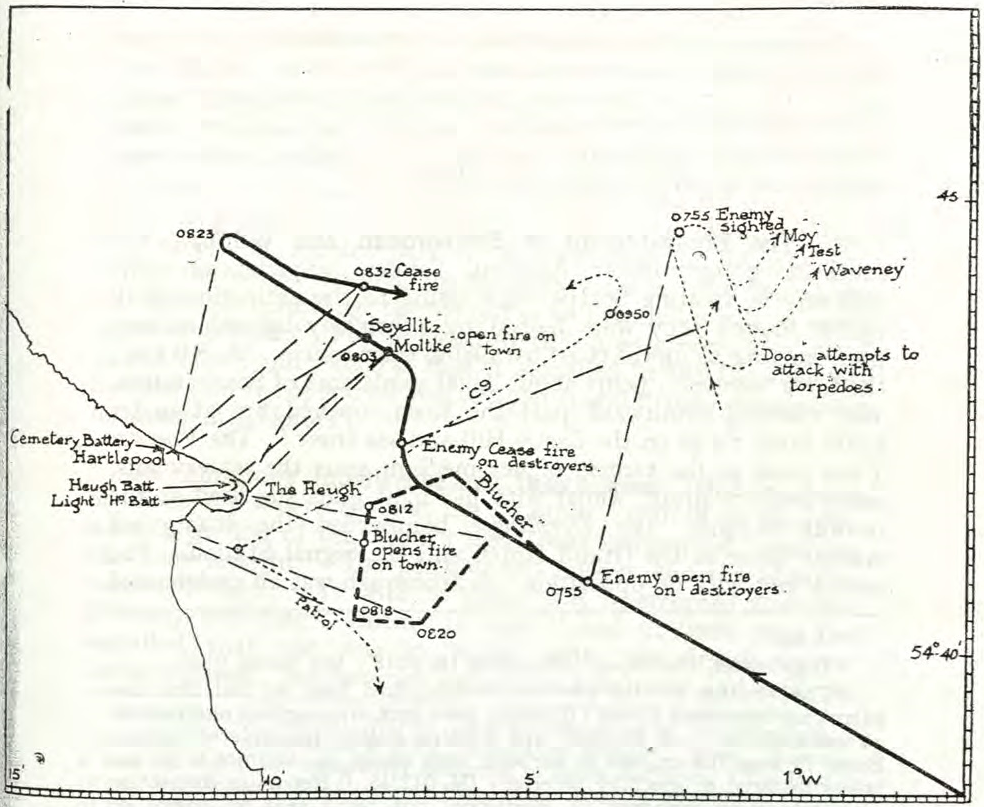
Mapa do bombardeio de Hartlepool

O corpo principal da Frota de Alto-Mar encontrou contratorpedeiros britânicos na noite do dia 15 para o 16. Ingenohl, temendo um ataque de torpedos noturno, ordenou uma retirada. A força de bombardeio não sabia do recuo do resto da frota e prosseguiu como planejado. O Seydlitz, Moltke e Blücher foram para o norte bombardear Hartlepool, enquanto Von der Tann e Derfflinger foram para o sul bombardear Scarborough e Whitby. O Moltke foi atingido durante o bombardeio por um projétil de 152 milímetros disparo por uma bateria costeira, causando pequenos danos entre os conveses mas nenhuma baixa. Enquanto isso o Blücher foi atingido seis vezes e o Seydlitz três. Os dois grupos se reencontraram às 9h45min do dia 16 e iniciaram seu retorno para casa.
Os cruzadores de batalha britânicos nesta altura tinham se posicionado para bloquear a rota escolhida por Hipper enquanto outras forças estavam à caminho para fechar o cerco. Os cruzadores rápidos alemães começaram a passar às 12h25min pelas forças britânicas. Um dos navios da 2º Esquadra de Cruzadores Rápidos avistou o Stralsund e enviou um relatório ao contra-almirante David Beatty, o comandante da 1ª Esquadra de Cruzadores de Batalha. Ele colocou seus navios em direção aos alemães às 12h30min, presumindo que eram a vanguarda de reconhecimento dos cruzadores de batalha. Entretanto, a força de Hipper estava cinquenta quilômetros na frente. A 2º Esquadra de Cruzadores Rápidos era a força avançada de Beatty e foi destacada para perseguir os cruzadores alemães, mas uma comunicação mal interpretada fez com que voltassem para suas posições anteriores. Esta confusão permitiu que os cruzadores rápidos alemães escapassem e alertassem Hipper sobre a localização dos britânicos. O I Grupo de Reconhecimento passou pelo nordeste das forças britânicas e escapou.
Britânicos e alemães ficaram decepcionados por não terem conseguido enfrentar seus oponentes. A reputação de Ingenohl sofreu enormemente, com Levetzow ficando furioso e chegando a afirmar que o almirante tinha recuado "porque estava com medo de 11 contratorpedeiros britânicos que poderiam ter sido eliminados ... sob a liderança atual realizaremos nada". A história oficial alemã criticou Ingenohl por não usar suas forças rápidas para determinar o tamanho da força britânica, afirmando que "ele decidiu por uma medida que não apenas ameaçou seriamente o avanço de suas forças no litoral Inglês, mas também privou a Frota Alemã de um sinal e vitória certa".

#### Dogger Bank

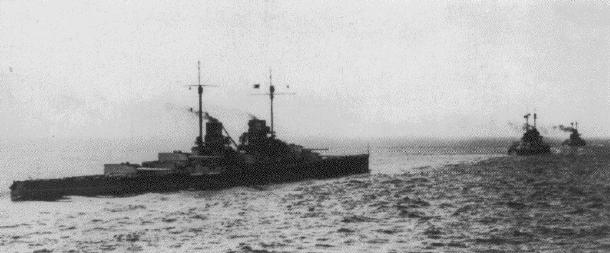
O Derfflinger, Moltke e Seydlitz seguindo para Dogger Bank em janeiro de 1915

Os alemães descobriram no início de janeiro de 1915 que navios britânicos estavam realizando reconhecimento da área de Dogger Bank. Ingenohl estava relutante em tentar destruir essas forças, pois o I Grupo de Reconhecimento estava temporariamente enfraquecido com o Von der Tann em manutenção. O contra-almirante Richard Eckermann, o Chefe do Estado-Maior da Frota de Alto-Mar, insistiu pela operação, assim Ingenohl cedeu e ordenou que os cruzadores de batalha fossem para Dogger Bank.
O I Grupo de Reconhecimento, na época composto pelo Seydlitz, Moltke, Derfflinger e Blücher, partiu em 23 de janeiro na companhia dos cruzadores rápidos Graudenz, Stralsund, Kolberg e SMS Rostock, mais dezenove barcos torpedeiros da V Flotilha e da II e XVIII Meia-Flotilhas. O Graudenz e o Stralsund foram colocados na vanguarda, enquanto o Kolberg e o Rostock ficaram a estibordo e bombordo, respectivamente. Cada cruzador rápido tinha meia-flotilha de barcos torpedeiros consigo.
Os britânicos novamente interceptaram e decifraram as transmissões alemães. Eles não descobriram detalhes exatos da operação, mas foram capazes de deduzir que os cruzadores de batalha iriam realizar uma operação na área de Dogger Bank. A 1ª Esquadra de Cruzadores de Batalha de Beatty foi enviada junto com a 2ª Esquadra de Cruzadores de Batalha do contra-almirante Gordon Moore e a 2ª Esquadra de Cruzadores Rápidos do comodoro William Goodenough, que se encontraram às 8h00min do dia 24 com os contratorpedeiros da Força de Harwich do comodoro Reginald Tyrwhitt à aproximadamente trinta milhas náuticas (56 quilômetros) de Dogger Bank.
O Kolberg avistou o cruzador rápido HMS Aurora e vários contratorpedeiros às 8h14min. O Aurora iluminou o Kolberg com um holofote, com o navio alemão atacando e acertando duas vezes. O cruzador britânico também atacou e acertou dois projéteis. Hipper imediatamente ordenou que seus navios seguissem para o combate. O Stralsund avistou quase simultaneamente grandes quantidades de fumaça sobre o horizonte ao noroeste. Isto foi identificado como grandes navios de guerra britânicos se aproximando.

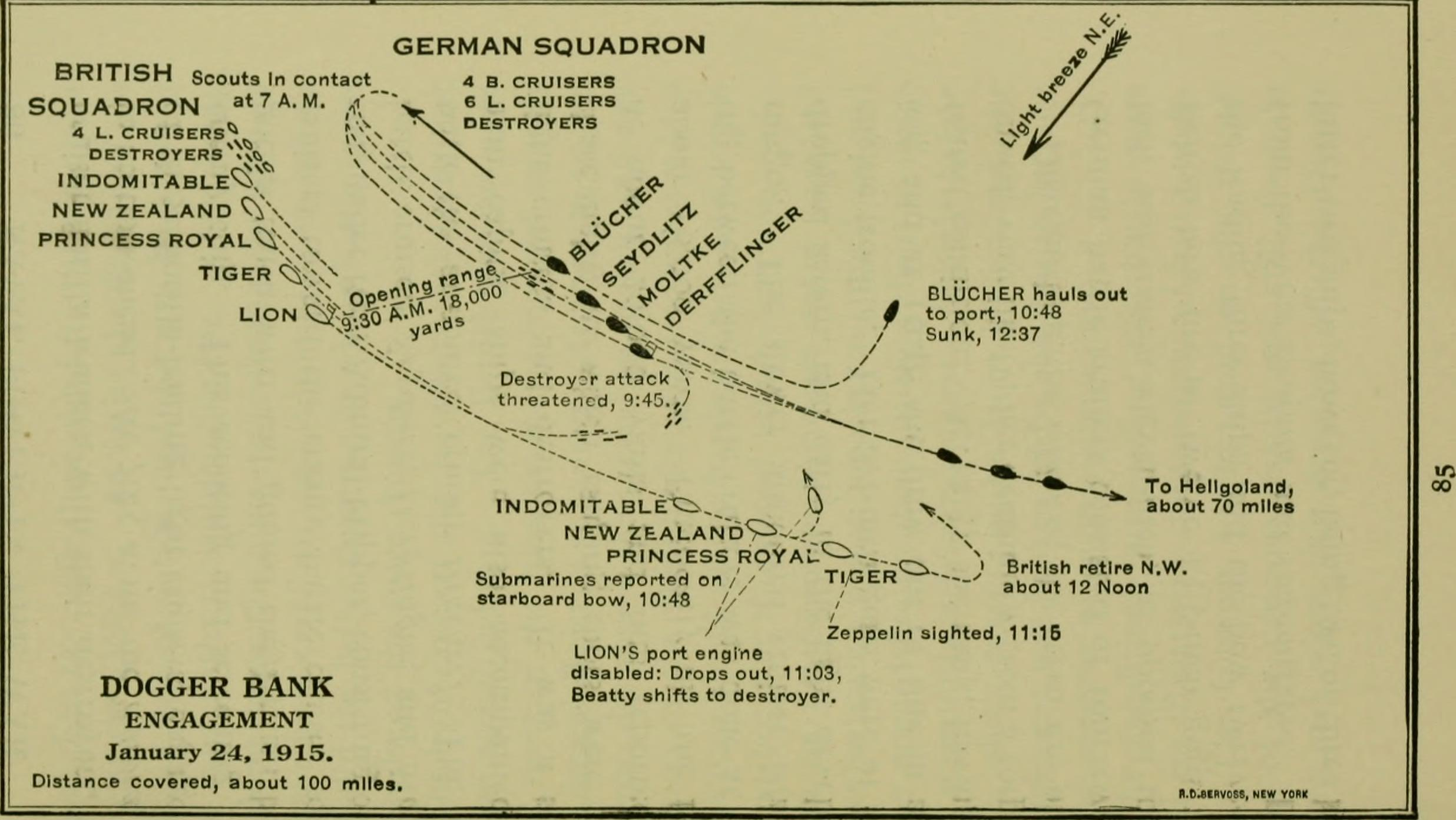
Mapa da Batalha de Dogger Bank

Hipper então virou para o sul a fim de fugir, porém o Blücher limitou sua velocidade a 23 nós (43 quilômetros por hora). Os cruzadores de batalha britânicos estavam navegando a 27 nós (cinquenta quilômetros por hora) e rapidamente alcançaram os alemães. O HMS Lion abriu fogo contra o Blücher às 9h52min de uma distância de aproximadamente 18,3 quilômetros, com o HMS Queen Mary e HMS Tiger abrindo fogo também pouco depois. Os primeiros acertos no Blücher ocorreram às 10h09min, com os alemães abrindo fogo dois minutos depois, concentrando-se principalmente no Lion, que estava a 16,5 quilômetros. Este foi atingido na linha de flutuação às 10h28min, abrindo um buraco no casco que inundou um depósito de carvão. O HMS New Zealand também começou a disparar contra o Blücher às 10h30min. A distância diminuiu para dezesseis quilômetros às 10h35min, momento em que toda a linha alemã estava dentro do alcance efetivo das embarcações britânicas. Beatty ordenou que seus cruzadores de batalha enfrentassem suas contrapartes alemãs. Entretanto, confusão a bordo do Tiger o fez acreditar que deveria atacar o Seydlitz, deixando o Moltke livre do fogo inimigo.
O Lion acertou o Seydlitz às 10h40min, incapacitando as duas torres de artilharia de ré e causando danos quase catastróficos. Os depósitos de munição foram inundados para impedir um incêndio que destruísse o navio. Os cruzadores de batalha alemães tinham nesta altura encontrado a mira contra o Lion e o acertaram várias vezes. Um projétil do Seydlitz incapacitou dois dínamos do Lion às 11h01min, enquanto o Derfflinger acertou dois projéteis às 11h18min, um dos quais penetrou o cinturão na linha de flutuação, permitindo que água do mar entrasse no tanque de água das caldeiras. O Lion precisou desligar seus motores para evitar uma contaminação.
O Blücher nessa altura já tinha sido seriamente danificado por vários acertos. A perseguição terminou quando chegaram relatos de vários submarinos alemães diante da frota britânica, com Beatty ordenando manobras evasivas que permitiram que os alemães aumentassem a distância de seus perseguidores. O último dínamo operacional do Lion parou de funcionar nesta altura e sua velocidade caiu para quinze nós (28 quilômetros por hora). Beatty, a bordo do navio, ordenou que os cruzadores de batalha restantes enfrentassem a retaguarda do inimigo, mas confusão nas transmissões fez com que todos atacassem apenas o Blücher, permitindo que o Derfflinger, Moltke e Seydlitz escapassem. Beatty se transferiu para o HMS Princess Royal, mas a distância para os navios alemães já tinha crescido muito e ele encerrou a perseguição às 13h50min.

#### Golfo de Riga

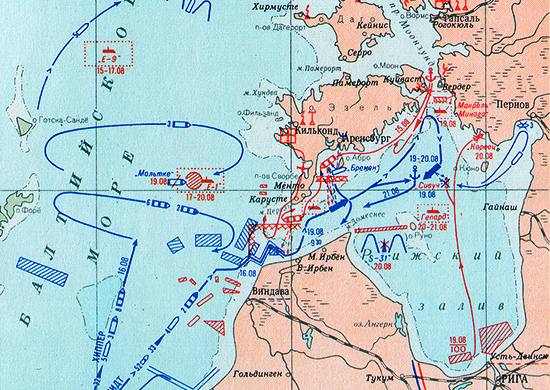
Mapa das movimentações alemãs (azul) e russas (vermelho) durante a Batalha do Golfo de Riga entre 16 e 21 de agosto de 1915

O Moltke foi transferido para o Báltico em 3 de agosto junto com o I Grupo de Reconhecimento com o objetivo de participarem de uma surtida no Golfo de Riga. A intenção da operação era destruir as forças navais russas na área, incluindo o couraçado pré-dreadnought Slava, e usar um lança-minas para criar um campo minado bloqueando a entrada do Estreito de Moon. As forças navais alemãs ficaram sob o comando do agora vice-almirante Hipper e incluíam os quatro couraçados da Classe Nassau, os quatro couraçados da Classe Helgoland, os cruzadores de batalha Moltke, Von der Tann e Seydlitz, mais várias embarcações menores.
A primeira tentativa de liberar ocorreu no dia 8. Os couraçados pré-dreadnoughts SMS Braunschweig e SMS Elsass mantiveram o Slava afastado enquanto os draga-minas liberavam uma passagem pelo cinturão interno de minas. O resto da frota alemã permaneceu no Báltico durante este período a fim de proporcionar proteção contra outras unidades da frota russa. Entretanto, a operação foi interrompida porque o lança-minas não teria tempo de minar a entrada do Estreito de Moon antes do anoitecer.
Uma segunda tentativa de entrar no golfo começou em 16 de agosto. Os couraçados dreadnought SMS Nassau e SMS Posen, na companhia de quatro cruzadores rápidos e 31 barcos torpedeiros, conseguiram furar as defesas russas. Os couraçados entraram em um duelo de artilharia com o Slava, acertando o navio russo três vezes e forçando seu recuo. Os campos minados russos foram liberados três dias depois e os alemães entraram no golfo em 19 de agosto, mas relatos de submarinos na área fizeram os alemães irem embora no dia seguinte.
O Moltke permaneceu no Báltico durante toda a operação com o objetivo de dar cobertura para o ataque contra o Golfo de Riga. Ele foi torpedeado na manhã do dia 19 pelo submarino britânico HMS E1. O torpedo só foi avistado quando estava a 180 metros de distância, não dando tempo para o navio desviar e acertando na sala de torpedos de proa. A explosão danificou vários torpedos a bordo, mas eles não detonaram. Oito tripulantes foram mortos e 435 toneladas de água entraram na embarcação. O Moltke recuou e ficou sob reparos na Blohm & Voss entre 23 de agosto e 20 de setembro. O capitão de mar Johannes von Karpf assumiu o comando no lugar de Levetzow em janeiro de 1916.

#### Yarmouth e Lowestoft

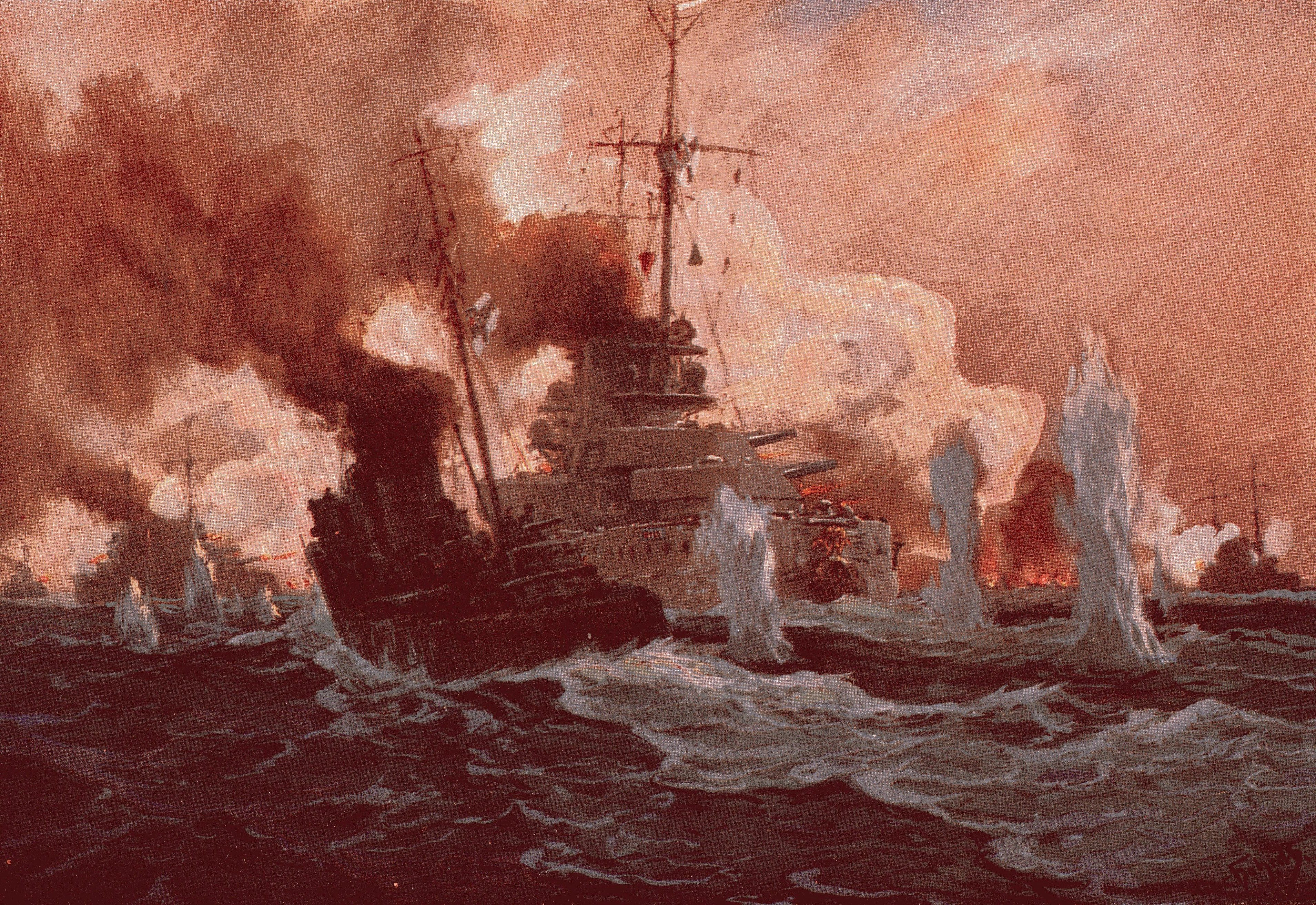
Pintura de Hans Bohrdt dos cruzadores de batalha alemães bombardeando Lowestoft

O Moltke participou do bombardeio de Yarmouth e Lowestoft entre 24 e 25 de abril de 1916. Hipper estava de licença médica, assim os navios alemães foram comandados pelo contra-almirante Friedrich Boedicker. Os cruzadores de batalha Derfflinger, SMS Lützow, Moltke, Seydlitz e Von der Tann deixaram a Baía de Jade às 10h55min do dia 24. Tinham o apoio de uma escolta de seis cruzadores rápidos e duas flotilhas de barcos torpedeiros. As unidades maiores da Frota de Alto-Mar, agora sob o comando do vice-almirante Reinhard Scheer, partiram às 13h40min para dar cobertura distante para as embarcações de Boedicker. O Almirantado Britânico soube da surtida alemã pela interceptação de suas comunicações, enviado a Grande Frota às 15h50min.
A força de Boedicker chegou em uma posição próxima de Norderney às 14h00min, ponto em que viraram de rumo para o norte a fim de evitar observadores holandeses na ilha de Terschelling. O Seydlitz bateu em uma mina naval às 15h38min que abriu um buraco de quinze metros em seu casco à ré do tubo de torpedo de estibordo, permitindo que 1,3 mil toneladas de água entrassem no navio. Ele virou para voltar para casa imediatamente, levando consigo a escolta de cruzadores rápidos. Os quatro cruzadores de batalha restantes viraram imediatamente para o sul em direção de Norderney para evitarem outras possíveis minas. O Seydlitz ficou livre de perigos às 16h00min, assim parou para permitir que Boedicker desembarcasse. O barco torpedeiro SMS V28 transportou o almirante para o Lützow.
Os cruzadores de batalha estavam se aproximando de Lowesoft às 4h50min do dia 25 quando o Rostock e o SMS Elbing, que estavam dando cobertura para o flanco sul, avistaram a Força de Harwich. Boedicker se recusou a ser distraído pelos navios britânicos e ordenou que suas embarcações mirassem na cidade. Eles abriram fogo a uma distância de aproximadamente treze quilômetros e destruíram duas baterias litorâneas de 150 milímetros e infligiram outros danos, incluindo a destruição de duzentas residências.
Os alemães viraram para o norte às 5h20min em direção a Yarmouth, chegando 22 minutos depois. A visibilidade era ruim, assim os navios dispararam apenas um salvo cada um, com exceção do Derfflinger, que disparou catorze projéteis de sua bateria principal. Seguiram para o sul, encontrando a Força de Harwich uma segunda vez às 5h47min, que nesta altura já tinha sido atacada pelos cruzadores rápidos da força de escolta. Os cruzadores de batalha abriram fogo a doze quilômetros de distância. Tyrwhitt imediatamente mudou o curso de seus navios e fugiu para o sul, porém o cruzador rápido HMS Conquest foi seriamente danificado. Boedicker encerrou a perseguição por relatos de submarinos e ataques de torpedos, indo para leste em direção da Frota de Alto-Mar. Scheer nesta altura tinha sido informado da surtida da Grande Frota e retornou para a Alemanha.

#### Jutlândia

Movimentos britânicos (azul) e alemães (vermelho) na Batalha da Jutlândia

Scheer, quase imediatamente depois do ataque contra Lowestoft, começou a planejar outra surtida para o Mar do Norte. Ele inicialmente queria lançar a operação em meados de maio, porém os danos da mina no Seydlitz mostraram mais difíceis de se consertar e Scheer não queria partir em uma grande incursão sem que seus cruzadores de batalha estivessem com força máxima. Os reparos do Seydlitz foram finalmente terminados em 28 de maio e o navio pode retornar ao I Grupo de Reconhecimento.
O Moltke e o resto do I Grupo de Reconhecimento ancoraram do lado de fora da rada de Jade na noite de 30 de maio. Eles partiram em direção ao Skagerrak às 2h00min do dia 31 a uma velocidade de dezesseis nós (trinta quilômetros por hora). O Moltke era o quarto navio na linha de batalha, à vante do Von der Tann e à ré do Seydlitz. O II Grupo de Reconhecimento, composto pelo cruzadores rápidos SMS Frankfurt, SMS Wiesbaden, SMS Pillau e Elbing, o primeiro a capitânia de Boedicker, mais trinta barcos torpedeiros da II, VI e IX Flotilhas, acompanharam os cruzadores de batalha como sua escolta durante esta operação.
A Frota de Alto-Mar deixou Jade meia-hora depois com uma força composta por dezesseis dreadnoughts. Ela estava acompanhada do IV Grupo de Reconhecimento, formado pelos cruzadores rápidos Stettin, SMS München, SMS Hamburg, SMS Frauenlob e SMS Stuttgart, mais 31 barcos torpedeiros da I, III, V e VII Flotilhas, comandadas do cruzador rápido Rostock. Seis pré-dreadnoughts da II Esquadra de Batalha deixaram o estuário do rio Elba às 2h45min e se encontraram com o resto da frota às 5h00min.

##### Corrida para o sul
O I Grupo de Reconhecimento encontrou os seis navios da 1ª e 2ª Esquadras de Cruzadores de Batalha pouco antes das 16h00min. Os alemães foram os primeiros a abrirem fogo a uma distância de aproximadamente catorze quilômetros. Os britânicos também abriram fogo, porém confusão entre seus navios fez com que o Moltke se tornasse o alvo tanto do Tiger quanto do New Zealand. Além disso, os telêmetros britânicos deram dados incorretos sobre a distância dos alvos, assim os primeiros disparos passaram mais de um quilômetro de distância dos navios alemães. O Moltke acertou o Tiger com dois projéteis às 16h52min, mas nenhum deles causou danos significativos. Logo em seguida disparou mais quatro projéteis, com dois acertando na terceira e quarta torres de artilharia, incapacitando ambas por um longo período durante a batalha.
O cruzador de batalha britânico HMS Indefatigable foi destruído repentinamente pelo Von der Tann aproximadamente quinze minutos depois. Em seguida o Moltke lançou quatro torpedos contra o Queen Mary a distâncias entre 10,5 e 9,5 quilômetros. Isto fez a linha britânica entrar em desordem, pois acreditaram que os torpedos tinham sido lançados por submarinos. Nesta altura os cruzadores de batalha alemães ficaram sob fogo da 5ª Esquadra de Batalha, composta por quatro couraçados rápidos da Classe Queen Elizabeth armados com poderosos canhões de 381 milímetros. O HMS Barham abriu fogo contra o Von der Tann às 17h06min, sendo seguido minutos depois pelo HMS Valiant, HMS Malaya e HMS Warspite, que concentraram seus disparos no Von der Tann e Moltke. Um de seus projéteis acertou o Moltke às 17h16min, perfurando um depósito de carvão, abrindo um buraco no convés das casamatas e iniciando um incêndio nas munições guardadas no local. A detonação do projétil destruiu o guindaste de munição até os depósitos.
O Moltke e Von der Tann mudaram suas velocidades e rumos, o que atrapalhou a mira dos couraçados e lhes valeram um breve período de sossego do fogo inimigo. Enquanto os dois estavam sendo alvos da 5ª Esquadra de Batalha, o Seydlitz e o Derfflinger concentraram seus disparos nos cruzadores de batalha britânicos, conseguindo acertar o Queen Mary com pelo menos cinco projéteis entre 17h25min e 17h30min, fazendo com que o navio fosse destruído por uma enorme explosão. Karpf afirmou durante este estágio da batalha que "As salvas do inimigo caem boas e próximas; suas salvas são disparadas em rápida sucessão, a disciplina de disparo é excelente!".

##### Confronto de frotas
O Wiesbaden foi incapacitado por um projétil do cruzador de batalha HMS Invincible pouco antes das 19h00min. Os cruzadores de batalha alemã realizaram uma curva para nordeste e correram em direção ao navio danificado em alta velocidade. Os alemães avistaram às 19h15min o cruzador blindado britânico HMS Defence, que tinha se juntado ao ataque contra o Wiesbaden. Hipper inicialmente hesitou em atacá-lo, pois acreditava que o Defence podia ser na verdade o Rostock, porém o capitão de mar Victor Harder, o oficial comandante do Lützow, ordenou às 19h16min que seu navio abrisse fogo. Os outros cruzadores de batalha e couraçados alemães fizeram o mesmo também logo em seguida, com o Defence sendo atingido várias vezes por projéteis grandes. Um desses projéteis penetrou até seus depósitos de munição e uma enorme explosão o destruiu.
A Frota de Alto-Mar estava às 19h30min perseguindo os cruzadores de batalha britânicos e ainda não tinha encontrado a Grande Frota. Scheer estava considerando recuar antes que anoitecesse e a escuridão deixasse seus navios vulneráveis a ataques de torpedos. Ele ainda não tinha tomado uma decisão quando sua vanguarda encontrou o corpo principal da Grande Frota. Isto impossibilitou o recuo, porque sacrificaria os lentos pré-dreadnoughts da II Esquadra de Batalha. Caso Scheer escolhesse usar seus dreadnoughts e cruzadores de batalha para dar cobertura para sua retirada, ele deixaria seus principais e mais poderosos navios sujeitos a um poderio de fogo muito superior. Em vez disso ordenou uma virada de dezesseis graus para estibordo, o que colocaria os pré-dreadnoughts em relativa segurança no lado fora de combate da linha alemã.
O Moltke e os outros cruzadores de batalha ficaram atrás do SMS König, o couraçado alemão na vanguarda. O I Grupo de Reconhecimento assim ganhou um momento temporário de descanso. O almirante sir John Jellicoe, o comandante da Grande Frota, não sabia da localização e curso exatos da Frota de Alto-Mar, assim mandou que seus navios seguissem rumo leste em direção ao que achava ser o caminho mais provável para a retirada alemã. Estes estavam navegando para o oeste, mas Scheer ordenou outra virada que os colocou em uma rota para o centro da frota britânica. A Frota de Alto-Mar ficou sob fogo intenso, com Scheer ordenando que o Moltke, Von der Tann, Seydlitz e Derfflinger seguissem em alta velocidade em direção da linha britânica em uma tentativa de atrapalhar sua formação e ganhar tempo para a força principal recuar. Os cruzadores de batalha se aproximaram às 20h17min para menos de sete quilômetros do couraçado HMS Colossus, momento em que Scheer ordenou que suas embarcações atacassem o navio na vanguarda da linha britânica. Os cruzadores de batalha viraram para recuar três minutos depois, tendo a cobertura de um ataque de barcos torpedeiros.

##### Retirada
Houve uma pausa ao crepúsculo, o que permitiu que os cruzadores de batalha alemães cortassem destroços que estavam interferindo com a bateria principal, extinguissem incêndios, consertassem equipamentos e preparassem os holofotes para uma batalha noturna. A frota se reorganizou durante esse período para uma formação bem ordenada em ordem inversa. Os cruzadores rápidos alemães encontraram os cruzadores britânicos pouco depois das 21h00min. O novo tiroteio chamou a atenção de Beatty, que colocou seus cruzadores de batalha em rumo oeste. Ele avistou os cruzadores de batalha alemães às 21h09min e se aproximou até 7,8 quilômetros antes de abrir fogo às 21h20min. Este ataque surpreendeu Hipper completamente, que estava a bordo do barco torpedeiro SMS G39 no processo de transferir sua capitânia do Lützow para o Moltke. Os alemães revidaram com todas as suas armas disponíveis e acertaram o Lion e o Princess Royal às 21h32min. As manobras dos cruzadores de batalha alemães forçaram os couraçados da I Esquadra de Batalha a viraram para o oeste a fim de evitarem uma colisão. Isto colocou os pré-dreadnoughts da II Esquadra de Batalha diretamente no meio das duas linhas de cruzadores de batalha. Isto acabou impedindo que os britânicos perseguissem suas contrapartes alemães enquanto estes viraram para o sul. Os cruzadores de batalha britânicos então abriram fogo contra os antigos couraçados, com as embarcações alemães virando para sudoeste para que pudessem disparar todos os seus canhões.
Hipper finalmente subiu a bordo do Moltke às 22h15min e ordenou que seus navios navegassem a vinte nós (37 quilômetros por hora) em direção da linha alemã. Entretanto, apenas o Moltke e o Seydlitz estavam em condição de seguir as ordens, já que o Lützow estava seriamente danificado e afundando lentamente, enquanto o Derfflinger e Von der Tann só conseguiam alcançar dezoito nós. O Moltke e Seydlitz estavam no processo de navegar para a vanguarda da linha quando passaram próximos do Stettin, que foi forçado a reduzir sua velocidade drasticamente para evitar uma colisão. Isto por sua vez fez com que o Frauenlob, Stuttgart e München virassem para bombordo, levando-os a entrar em contato com a 2ª Esquadra de Cruzadores Rápidos a uma distância de apenas 730 metros. O contra-almirante Ludwig von Reuter decidiu tentar atrair os britânicos em direção dos dois cruzadores de batalha. Entretanto, quase simultaneamente, os muito danificados cruzadores britânicos encerraram o ataque. Durante este recuo o HMS Southampton acertou o Frauenlob com um torpedo, afundando-o com uma explosão. A formação alemã entrou em desordem e na confusão o Seydlitz perdeu o Moltke de vista. O primeiro não estava mais em condições de acompanhar os 22 nós (41 quilômetros) do segundo, assim se destacou para seguir para o Recife de Horns independentemente.
O Moltke encontrou sozinho quatro couraçados britânicos às 23h30min, que formavam a divisão de ré da 2ª Esquadra de Batalha. Karpf ordenou que seu navio virasse para longe, torcendo para que não tivesse sido detectado. Os britânicos tinham de fato avistado do Moltke, mas escolhido não abrir fogo para que sua localização não fosse revelada para o resto da frota alemã. Karpf tentou encontrar um caminho através da frota britânica primeiro às 23h55min e depois às 00h20min já do dia 1º de junho, mas em ambos os casos não conseguiu. Foi só às 1h00min, depois de ter navegado bastante à vante de toda a Grande Frota, que o navio finalmente conseguiu fazer sua escapada. Hipper transmitiu um relatório a Scheer às 3h55min, próximo do fim da batalha, o informando sobre os enormes danos que seus navios tinham sofrido. Nesta altura, o Derfflinger e o Von der Tann tinham apenas dois canhões funcionando, o Moltke estava inundado com mil toneladas de água, o Lützow tinha afundado e o Seydlitz estava seriamente danificado em risco de afundar. Hipper relatou que o "I Grupo de Reconhecimento desta forma não era mais de qualquer valor para um combate sério, sendo consequentemente direcionado para voltar ao porto pelo Comandante Chefe, enquanto ele próprio determinou esperar desenvolvimentos próximos do Recife de Horns com a frota de batalha".
O Moltke acertou o Tiger treze vezes no decorrer da batalha, sendo por sua vez atingido quatro vezes por projéteis de 381 milímetros disparados pelos couraçados britânicos. O canhão secundário Nº 5 de estibordo foi atingido e incapacitado pelo restante do confronto. A embarcação sofreu dezesseis mortos e vinte feridos, a maioria dos quais devido ao acerto na arma secundária. Inundações e esforços de contra-inundações fizeram com que mil toneladas de água entrassem no navio.

#### Restante da guerra
O Moltke voltou a ser a capitânia de Hipper em 6 de junho e ficou sob reparos de 7 de junho a 30 de julho em Hamburgo. Depois disso realizou exercícios de treinamento no Báltico até ser considerado apto para retornar ao serviço ativo em 14 de agosto. Quatro dias depois participou de uma surtida. Nesta, o I Grupo de Reconhecimento deveria bombardear Sunderland em uma tentativa de atrair e afundar os cruzadores de batalha britânicos. O Moltke e o Von der Tann eram na época os únicos cruzadores de batalha alemães operacionais, assim os couraçados SMS Markgraf, SMS Grosser Kurfürst e SMS Bayern foram designados para a operação. Scheer e o resto da Frota de Alto-Mar viriam depois para dar cobertura. Os britânicos sabiam dos planos alemães e partiram com a Grande Frota para encontrá-los. Scheer foi avisado às 14h35min sobre a aproximação da Grande Frota e, indisposto a arriscar enfrentar todo o poderio britânico apenas alguns meses depois da Batalha da Jutlândia, deu a volta e retornou para a Alemanha.
O capitão de mar Hans Gygas assumiu o comando no lugar de Karpf em setembro de 1916, posto que manteria pelo restante da guerra. O Moltke participou de outra operação no Mar do Norte entre 25 e 26 de setembro, ainda como capitânia de Hipper. O I Grupo de Reconhecimento serviu de cobertura para o II Grupo de Reconhecimento enquanto este fazia uma varredura em direção de Terschelling. Deixou de ser a capitânia em 20 de outubro. Participou entre setembro e outubro de 1917 da Operação Albion dando apoio para a invasão alemã das ilhas russas de Ösel, Dagö e Moon. Depois disto foi destacado em 17 de novembro de 1917 para auxiliar os cruzadores rápidos do II Grupo de Reconhecimento na Segunda Batalha da Angra da Heligolândia, porém as embarcações britânicas já tinham ido embora quando os cruzadores de batalha alemães chegaram.
A Frota de Alto-Mar começou no final de 1917 a realizar ataques contra comboios entre o Reino Unido e a Noruega. Cruzadores e barcos torpedeiros interceptaram e destruíram dois em outubro e dezembro. Isto fez Beatty os britânicos destacarem couraçados e cruzadores de batalha para escoltarem os comboios. Isto deu a Scheer a oportunidade que estava esperando a guerra inteira: isolar e eliminar uma parte da Grande Frota. Hipper planejou uma operação em que os cruzadores de batalha, cruzadores rápidos e barcos torpedeiros iriam atacar um dos comboios, ao mesmo tempo que o resto da Frota de Alto-Mar ficaria de prontidão para atacar a esquadra de couraçados britânicos.
A frota alemã partiu da Rada de Schillig às 5h00min de 23 de abril de 1918. Hipper ordenou que transmissões sem fio fossem mantidas no mínimo possível com o objetivo de impedir que a operação fosse descoberta pela inteligência britânica. O Moltke sofreu uma falha de maquinários às 5h10min do dia seguinte: a hélice de estibordo caiu de seu eixo e a engrenagem foi destruída antes que a turbina pudesse ser desligada. As partes destruídas da engrenagem foram atiradas contra um condensador auxiliar, o que inundou a sala de máquinas e parou as operações dos motores de estibordo e centro. Água salgada entrou nas caldeiras e reduziu a velocidade para apenas quatro nós (7,4 quilômetros por hora). Gygas relatou a Scheer às 8h45min que seu navio estava "fora de controle", além de que precisaria ser rebocado. O Strassburg tentou rebocar o Moltke às 9h38min, mas não conseguiu. O couraçado SMS Oldenburg foi destacado da frota de batalha às 10h13min para rebocar o cruzador de batalha de volta para o porto. O comboio ainda não tinha sido localizado às 14h10min e assim Scheer ordenou que a Frota de Alto-Mar voltasse para casa. Os motores do Moltke foram consertados às 17h10min e ele foi capaz de alcançar dezessete nós. O submarino britânico HMS E42 avistou o navio às 19h37min e o acertou com um torpedo. Aproximadamente 1,8 mil toneladas de água entraram, mas ele foi capaz de voltar para o porto por conta própria. Reparos ocorreram no Estaleiro Imperial de Wilhelmshaven entre 30 de abril e 9 de setembro.
O Moltke depois disso participou de treinamentos no Báltico de 19 de setembro a 3 de outubro. O cruzador de batalha SMS Hindenburg foi para uma doca seca passar por reparos em 1º de novembro e assim o Moltke novamente foi colocado como a capitânia do I Grupo de Reconhecimento, nesta altura comandada por Reuter.

### Fim de carreira
O Moltke teria participado daquilo que essencialmente seria uma missão suicida da Frota de Alto-Mar pouco antes do fim da Primeira Guerra Mundial, em que ela teria partido de sua base em Wilhelmshaven com o objetivo de enfrentar a Grande Frota. Scheer, nesta altura comandante de toda a Marinha Imperial Alemã, que infligir o máximo de dano possível contra a Marinha Real Britânica a fim de dar à Alemanha uma melhor posição de negociação, não importando o custo para a frota. Entretanto, marinheiros cansados da guerra começaram a deserdar aos montes enquanto os navios estavam se reunindo em Wilhelmshaven. Aproximadamente trezentos tripulantes do Derfflinger e Von der Tann pularam para fora das embarcações e desapareceram em terra enquanto passavam pelas eclusas que separavam o porto exterior do interior de Wilhelmshaven.

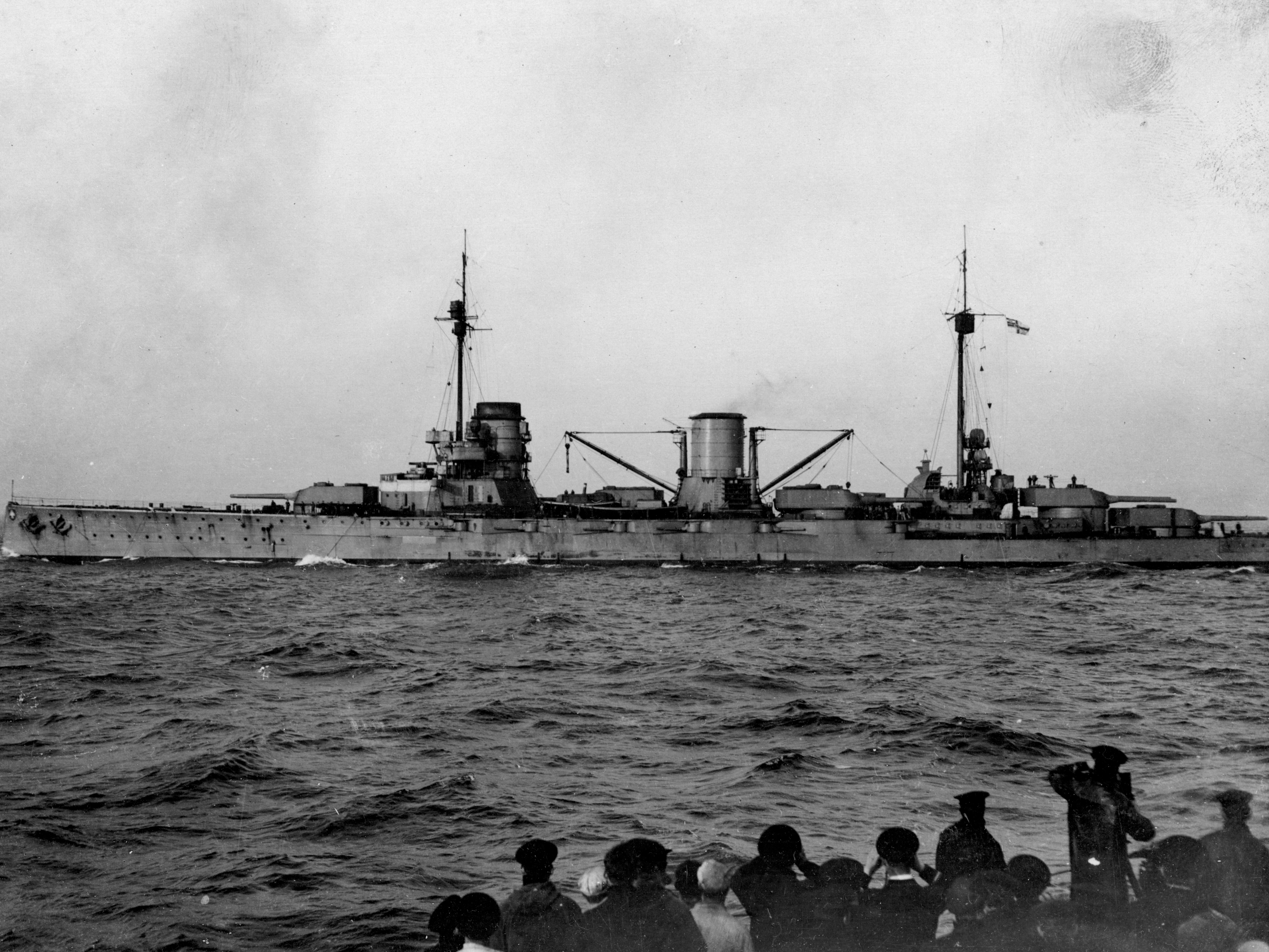
O Moltke seguindo para ser internado em Scapa Flow em novembro de 1918

A ordem para partir foi dada em 24 de outubro, porém marinheiros de vários couraçados se amotinaram na noite do dia 29. Três embarcações da III Esquadra de Batalha se recusaram a partir, enquanto atos de sabotagem ocorreram a bordo dos couraçados SMS Thüringen e SMS Helgoland. A ordem de partir foi rescendida diante de uma revolta aberta. A Revolução Alemã começou no mês seguinte e deu fim ao império, sendo rapidamente sucedida pela assinatura de um armistício que encerrou a guerra.
Os Aliados exigiram que a maior parte da Frota de Alto-Mar fosse internada na base naval britânica de Scapa Flow até que uma decisão final sobre o destino dos navios fosse tomada. A Frota de Alto-Mar partiu de sua base na Alemanha pela última vez em 21 de novembro sob o comando de Reuter. Ela se encontrou com o cruzador rápido britânico HMS Cardiff, em seguida também se encontrado com uma enorme frota de 370 navios britânicos, franceses e norte-americanos para sua viagem até Scapa Flow. Os bloqueios de culatra dos canhões de todos os navios foram removidos ao chegarem, incapacitando assim seus armamentos.
A frota permaneceu interna pelos vários meses de negociações que levaram à criação do Tratado de Versalhes. Ficou aparente para Reuter durante este período que os britânicos tinham a intenção de tomar os navios alemães em 21 de junho de 1919, que era a data limite original para a Alemanha assinar o tratado. Entretanto, Reuter não sabia que a data tinha sido ampliada para o dia 23, assim ordenou que seus navios fossem deliberadamente afundados. A frota britânica deixou Scapa Flow na manhã do dia 21 para realizar manobras de treinamentos, com Reuter transmitindo a ordem de afundar às 11h20min. O Moltke afundou às 13h10min. Seus destroços foram reflutuados em 1927 e desmontados em Rosyth em 1929.